# Greg Jennings
Gregory Jennings, Jr. (21 de septiembre de 1983 en Kalamazoo, Míchigan) es un jugador profesional de fútbol americano, en la posición de wide receiver para los Green Bay Packers, en la National Football League.  Fue elegido en el draft de 2006, en segunda ronda, con la elección global 52 desde la Universidad de Western Michigan.

## Carrera universitaria
Greg Jennings asistió a la Universidad de Western Michigan (WMU). Terminó su carrera con 238 recepciones para 3.539 yardas y 39 touchdowns. Jennings estuvo 5 años en la universidad, en vez de los 4 obligatorios. Esto muchas veces se debe a que el jugador opta por pasar un año más para ganar experiencia y forma física. Se perdió 8 partidos debido a una rotura en un hueso del tobillo. En los 8 encuentros restantes que jugó, recibió 10 pases para 138 yardas. En 2003, era el segundo receptor de los Broncos con 56 capturas para 1.050 yardas y 14 touchdowns. Terminó la temporada 2003 con 1.734 yardas en total. En 2004, lideró a los broncos con 74 capturas para 1.092 yardas y 11 touchdowns. Ese año llegó a las 1.415 yardas en total. Fue incluido en el All-MAC team. En 2005, realizó 98 recepciones y lideró la liga en recepciones por partido, con 8,91. Consiguió 1,259 yardas y 14 touchdowns. Su suma total de yardas, 5,093, es el récord de la universidad. Jennings se convirtió en el undécimo jugador en alcanzar las 1,000 yardas en tres temporadas durante la carrera universitaria.

## Carrera profesional

### Green Bay Packers

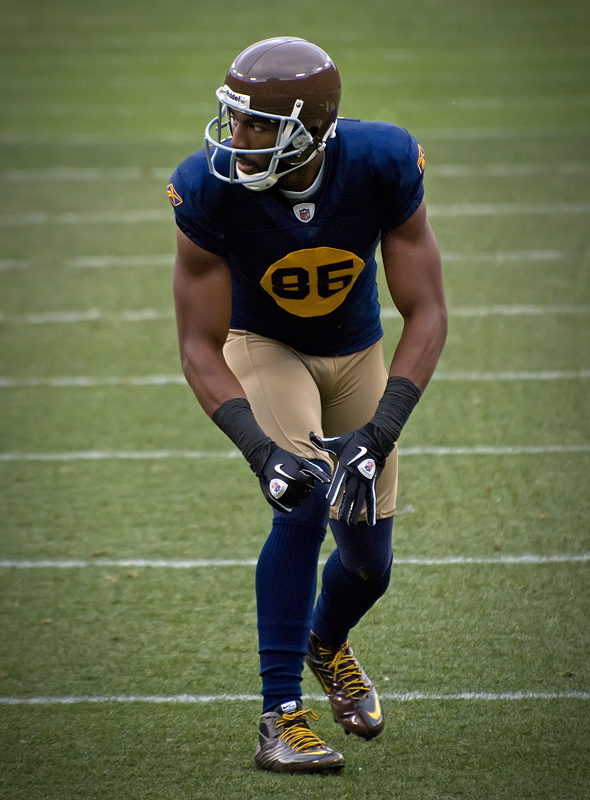
Greg Jennings en 2010.

Los Packers firmaron con Jennings un contrato de 4 años el 25 de julio de 2006. El Milwaukee Journal Sentinel anunció que el contrato era de 2,85 millones de dólares asegurados, más 1,24 millones por objetivos. 
Jennings fue nombrado wide receiver titular junto a Donald Driver, lo cual dejó a Robert Ferguson en el banquillo por primera vez en un partido de temporada regular. Esta decisión fue tomada por el entrenador Mike McCarthy el 2 de septiembre de 2006. Jennings lideró las estadísticas de yardas de recepción de la NFL durante la pretemporada de 2006. En su primer partido, tuvo una recepción de 5 yardas.  
El 24 de septiembre de 2006, cogió un pase de TD de 75 yardas de Brett Favre contra los Detroit Lions. Era el touchdown de pase 400 de Favre durante su carrera, una cifra solo alcanzada por él y Dan Marino. Este también fue el primer partido en el que Jennings superó las 100 yardas de recepción (3 recepciones para 101 yardas y un touchdown). Esa semana, Jennings fue nombrado rookie NFL Rookie of the week, la única vez en la que ha recibido ese galardón. 
El 23 de septiembre de 2007, Jennings recibió un pase ganador de 57 yardas para TD de Brett Favre, a falta de menos de dos minutos de partido, ganando así a los San Diego Chargers 31-24. De esta manera, los Packers empezaron la temporada regular de 2007 3-0. Fue el primer TD de Jennings en esa temporada y el número 420 de Favre durante su carrera, con lo que empató a Dan Marino en pases de touchdown en la historia de la NFL.
Una semana después, el 30 de septiembre de 2007, durante la victoria contra las Minnesota Vikings por 23-16, Jennings atrapó un pase de 16 yardas que abrió el marcador y rompió el empate en TD de pase que Favre compartía con Dan Marino.  El 29 de octubre de 2007, Jennings recibió un pase de TD de 82 yardas de Favre para vencer a los Denver Broncos por 19-13 en la prórroga, empatando con el segundo touchdown más largo durante el tiempo extra de la historia de la NFL. En la siguiente semana, anotó el touchdown ganador de 60 yardas para vencer a los Kansas City Chiefs. Contra los Dallas Cowboys, el 29 de noviembre de 2007, en un partido televisado por NFL Network, Jennings recibió el primer pase de touchdown del quarterback Aaron Rodgers. 
Jennings y el running back Ryan Grant anotaron un touchdown cada uno durante la victoria por 33-14 ante los St Louis Rams, el 16 de diciembre de 2007, siendo así los primeros jugadores de los Packers en anotar un TD cada uno durante cuatro partidos consecutivos. En la temporada 2008, Jennings recibió 80 pases para 1,292 yardas y 9 touchdowns,
El 23 de junio de 2009, Jennings firmó una extensión de contrato de 3 años, recibiendo 26,35 millones de dólares, garantizándole 16.000 al año. El contrato incluía también un bonus de 11,25 millones.  Jennings recibió otro pase ganador el 13 de septiembre de 2009, para vencer a los Chicago Bears en el partido inaugural. Aaron Rodgers conectó con Jennings desde el medio del campo para una anotación de 50 yardas, con menos de dos minutos de tiempo reglamentario. En la ronda Wild Card de los play offs de 2009 contra los Arizona Cardinals, Jennings tuvo 8 recepciones para 130 yardas y anotó un touchdown.
Durante la temporada 2010, pese a un inicio dubitativo, lideró al equipo en recepciones (76), yardas de pase (1,265) y touchdowns anotados (12).

### Estadísticas
| 2006                                          | GNB     | 14 | 45  | 632   | 45.1 | 14.0 | 75 | 30  | 3  |
| 2007                                          | GNB     | 13 | 53  | 920   | 70.8 | 17.4 | 82 | 37  | 12 |
| 2008                                          | GNB     | 16 | 80  | 1,292 | 80.8 | 16.2 | 63 | 55  | 9  |
| 2009                                          | GNB     | 16 | 68  | 1,113 | 69.6 | 16.4 | 83 | 48  | 4  |
| 2010                                          | GNB     | 16 | 76  | 1,265 | 79.1 | 16.6 | 86 | 52  | 12 |
| Totales                                       | Totales | 75 | 322 | 5,222 | 69.6 | 16.2 | 86 | 222 | 40 |
| Fuente: Estadísticas actualizadas: 12/01/2011 |         |    |     |       |      |      |    |     |    |

## Vida privada
Greg Jennings está casado con Nicole, quien también es de Kalamazoo, y ambos tienen dos hijas, llamadas Amya y Alea.